# Myxobolus insidiosus
Myxobolus insidiosus is een microscopische parasiet uit de familie Myxobolidae. Myxobolus insidiosus werd in 1963 beschreven door Wyatt & Pratt. 